# Maison à Tolisavac
La maison à Tolisavac (en serbe cyrillique : Кућа у селу Толисавцу ; en serbe latin : Kuća u selu Tolisavcu) se trouve à Tolisavac, dans la municipalité de Krupanj et dans le district de Mačva, en Serbie. Elle est inscrite sur la liste des monuments culturels protégés de la république de Serbie (identifiant no SK 604),.

## Présentation
La maison date de la fin du XIXe siècle ou du début du XXe siècle.
Elle a appartenu à Mijailko et Vujko Vukovac et, après la Seconde Guerre mondiale, elle a abrité la coopérative locale des travailleurs paysans.
En septembre 1941, elle a abrité le quartier général suprême de l'Armée populaire de libération et des détachements partisans de Yougoslavie.